# Sanguisorba minor
Sanguisorba minor là loài thực vật có hoa trong họ Hoa hồng. Loài này được Scop. miêu tả khoa học đầu tiên năm 1771.

## Hình ảnh

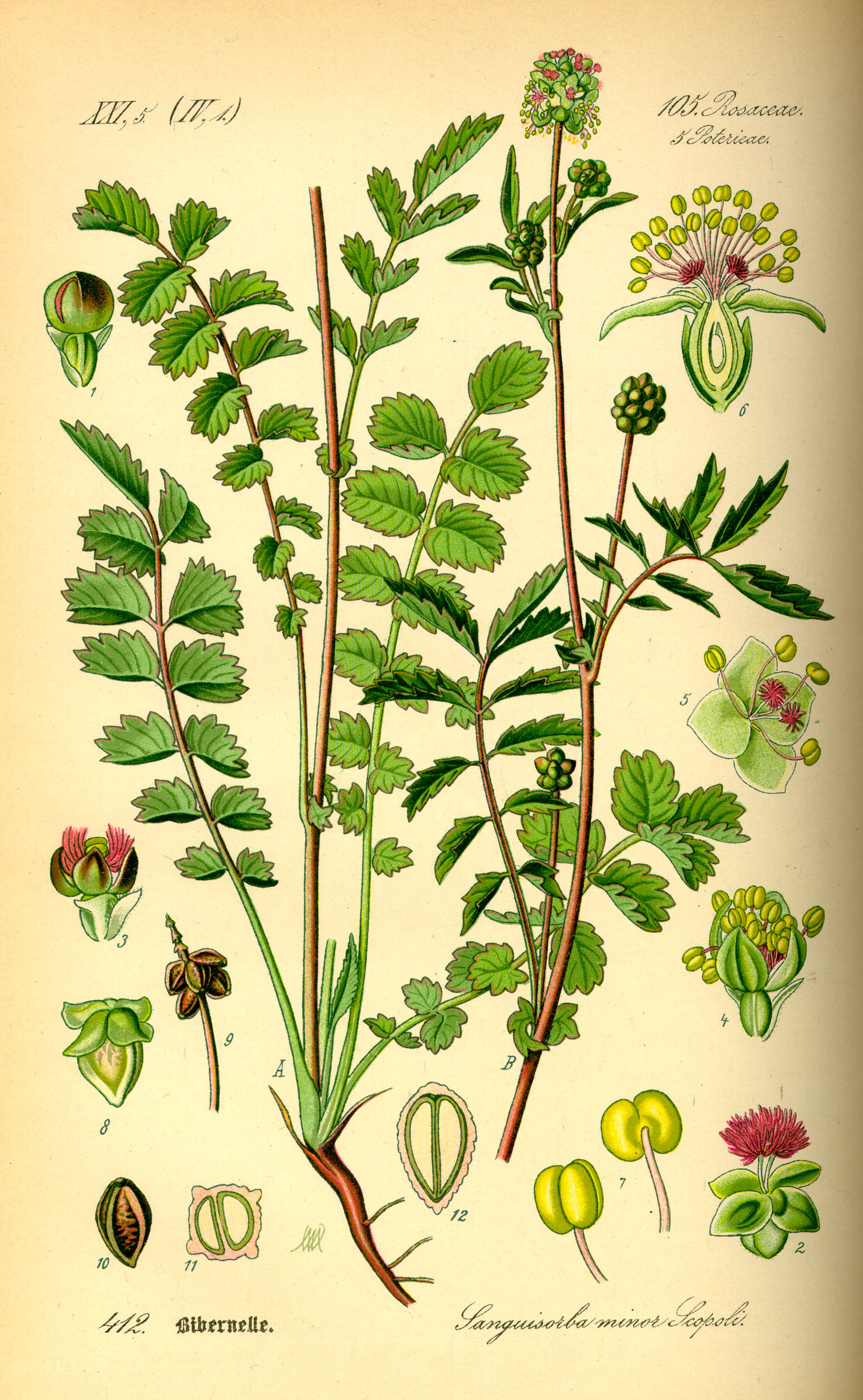
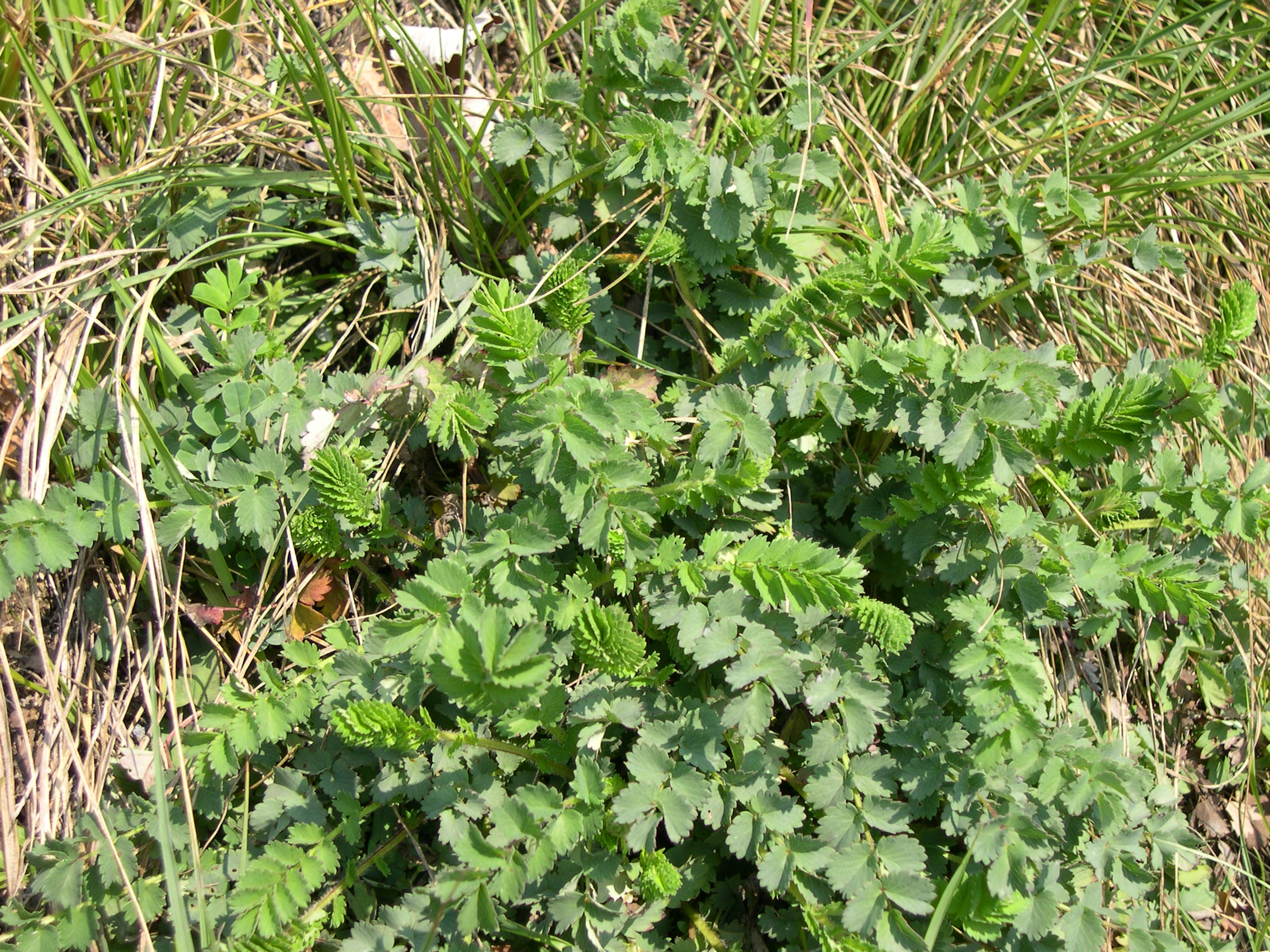
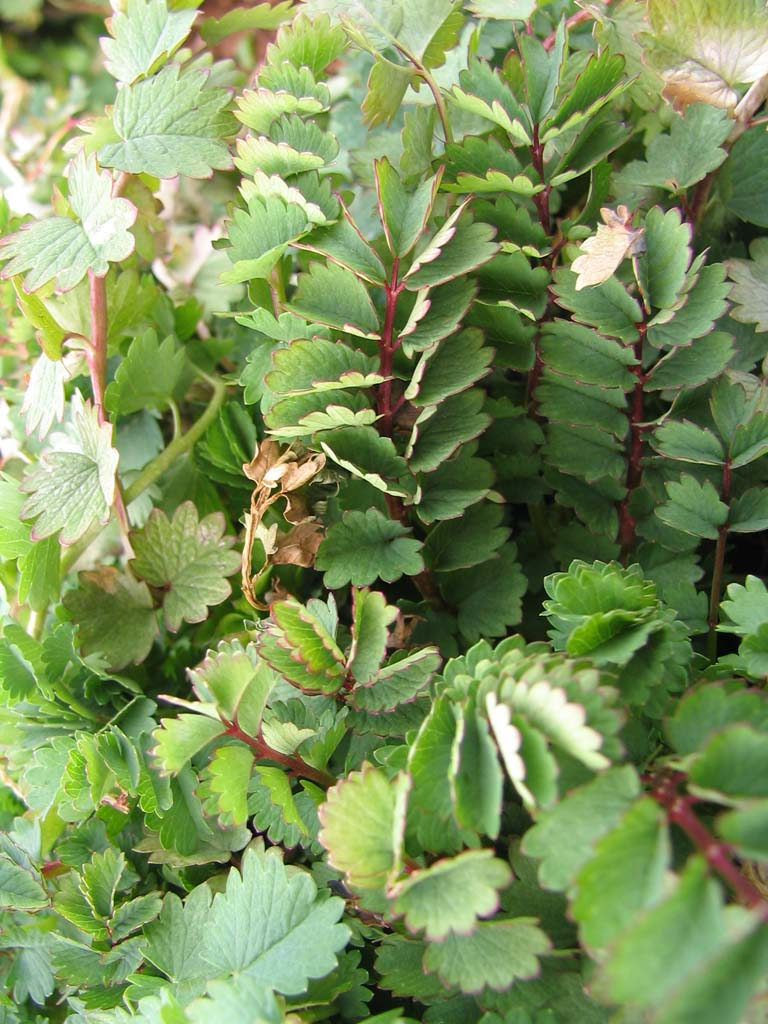
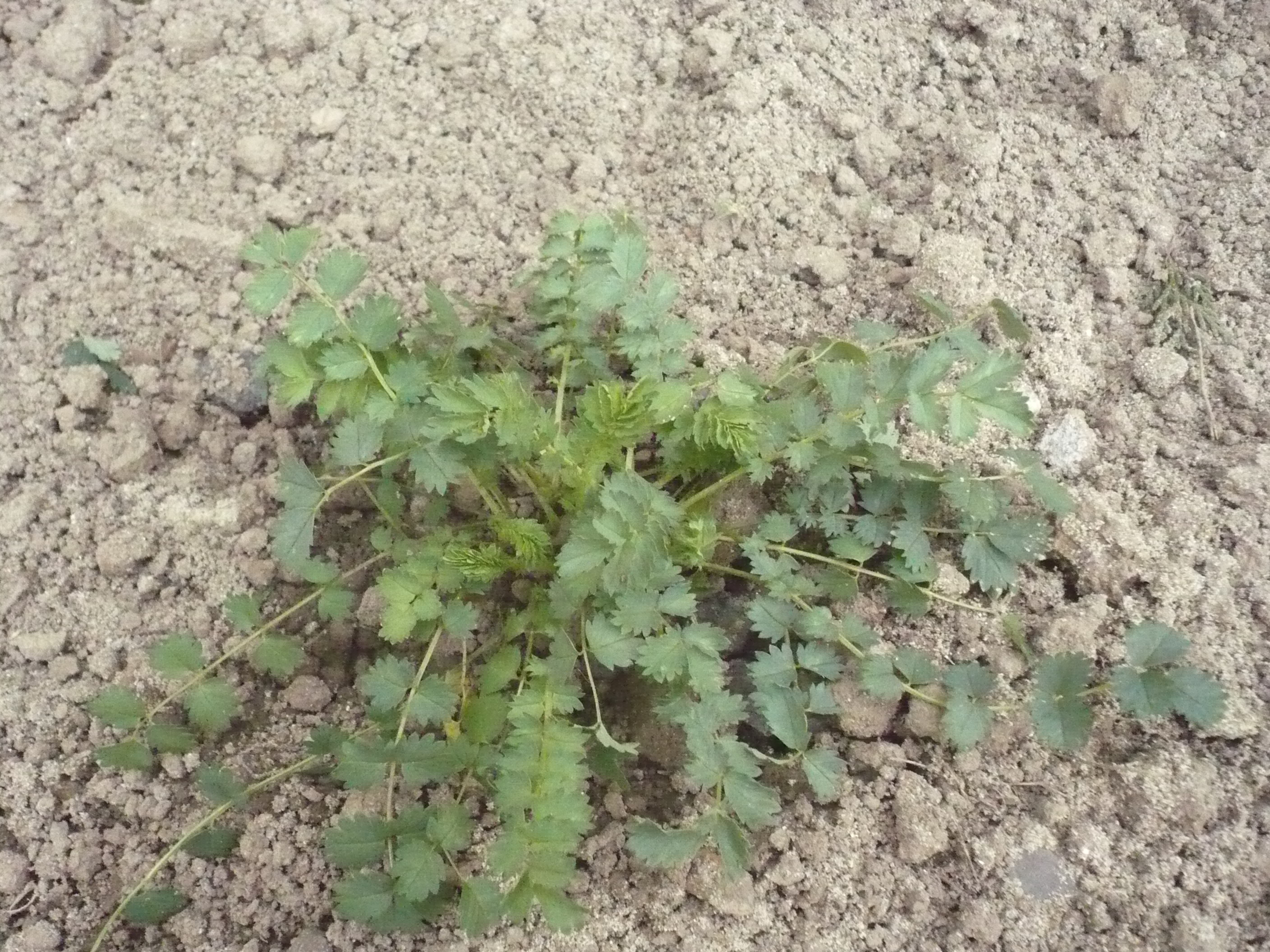
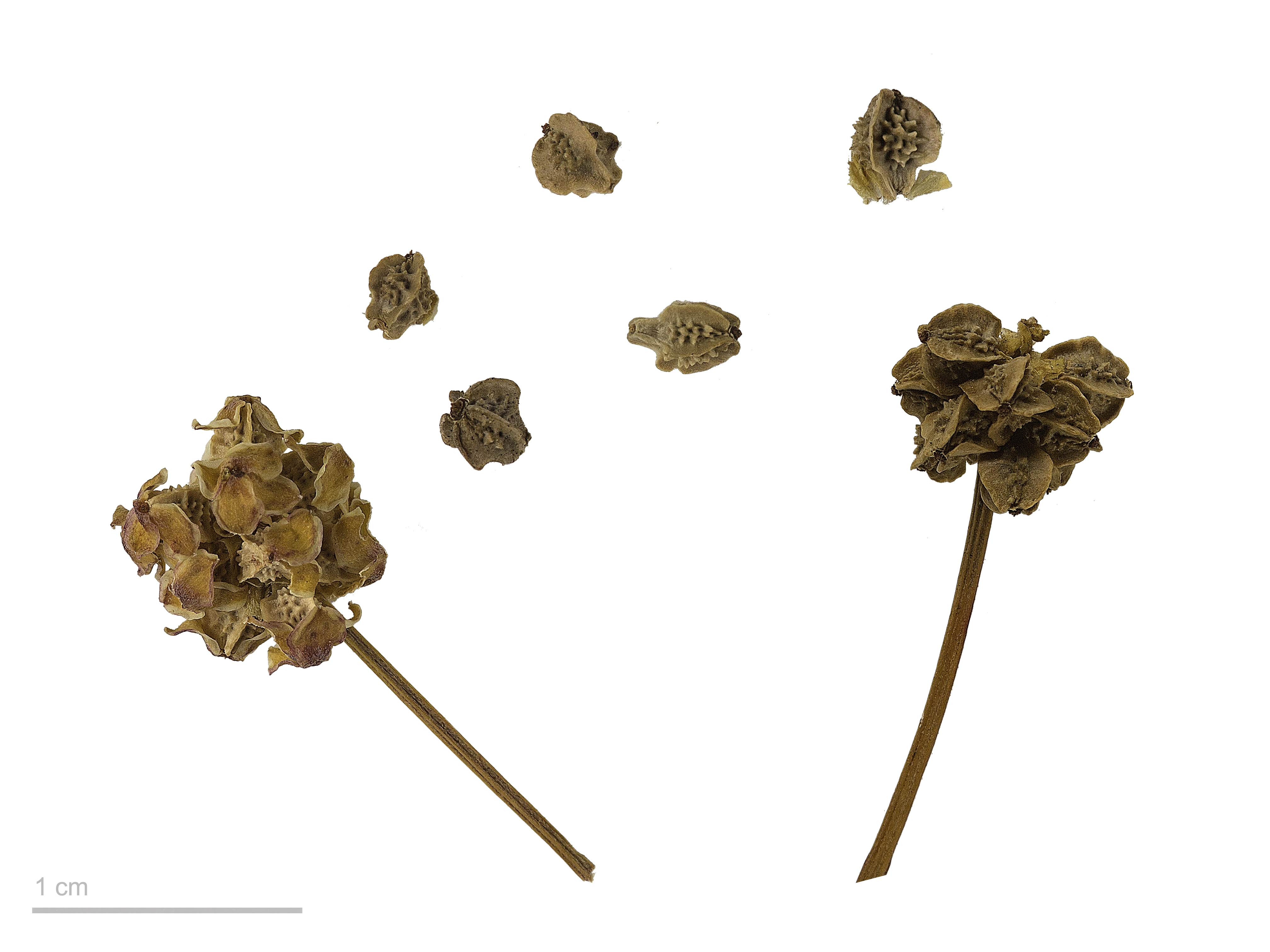
Sanguisorba minor - Museum specimen